# Homburg (Saarland)
Homburg és una ciutat i municipi del districte de Saarpfalz a l'estat federat alemany de Saarland. És la tercera ciutat en població de la regió, amb uns 42.000 habitants per darrere de Saarbrücken i Neunkirchen.

## Història
A l'Edat Mitjana, els ducs del Palatinat-Dos-Ponts van construir un fort anomenat Hohenburg, que és a l'origen del nom actual de la ciutat.
Ciutat adjunta a la província renana de Baviera (el Palatinat), el seu castell va ser enderrocat arran del Tractat de Baden de 1714. El castell de Karlsberg va ser construït entre 1778 i 1788 pel duc Carles II August de Palatinat-Dos-Ponts i va aconseguir dimensions encara més grans que Versalles. Va ser destruït el 28 de juliol de 1793 per tropes revolucionàries franceses i actualment només resten algunes muralles al bosc.
Homburg va ser separat del Palatinat després de la Primera Guerra Mundial per ser annexat al Saarland.

## Nuclis
- Altbreitenfelderhof
- Beeden
- Bruchhof
- Einöd
- Erbach
- Homburg
- Ingweiler
- Jägersburg
- Kirrberg
- Lappentascher Hof
- Reiskirchen
- Sanddorf
- Schwarzenbach
- Websweiler
- Wörschweiler

## Persones notables
- Andreas Walzer (1970), ciclista
- Timo Bernhard (1981), pilot
- Laura Steinbach (1985), jugadora de handbol